# Wahab Akbar
Wahab Akbar (Lantawan, 16 april 1960 - Quezon City, 13 november 2007) was een Filipijns politicus. Hij was van 1998 tot 2007 gouverneur van de provincie Basilan. Tijdens de verkiezingen van 2007 werd Akbar gekozen als lid van het Huis van Afgevaardigden namens het kiesdistrict Basilan. Akbar was lid van de Liberal Party en islamiet. Akbar was een van de vijf personen die in 2007 om het leven kwamen bij een bomaanslag bij het gebouw van het Filipijnse Congres. De politie vermoedde dat de aanslag op hem gericht was geweest.
Een van zijn vrouwen won de verkiezing voor zijn opvolging als gouverneur van Basilan. Een andere vrouw van hem is burgemeester van de provinciehoofdstad, Isabela City, en een derde vrouw stelde zich verkiesbaar maar verloor de verkiezingen voor het burgemeesterschap van een andere plaats in Basilan. Zijn vader Hadji Mohtamad Salajin was de eerste burgemeester van Lantawan.
Van Akbar werd vermoed dat hij banden had met de islamistische terreurbeweging Abu Sayyaf. Sommige bronnen noemen hem zelfs als een van de oprichters en leiders totdat hij met deze groepering zou hebben gebroken.
In november 2007 overleed Wahab Akbar op 47-jarige leeftijd in het Far Eastern University - Nicanor Reyes Medical Foundation Medical Center aan de verwondingen die hij had opgelopen bij een bomaanslag in het gebouw van het Filipijnse Huis van Afgevaardigden. Bij de aanslag kwamen naast Akbar nog twee personen om het leven.
Volgens de politiechef van Metro Manilla, Geary Barias, was Akbar zelf mogelijk het doelwit van de aanslag omdat zijn voertuig verreweg de meeste schade had opgelopen.